# Hubertus Brauner
Hubertus Brauner (* 27. Februar 1951) ist ein deutscher Behindertensportler.

## Werdegang
Hubertus Brauner stammt aus Zwickau in Sachsen. Obwohl er wegen einer Querschnittlähmung auf einen Rollstuhl angewiesen ist, wollte er auf leistungssportliche Betätigung nicht verzichten. Er wurde deshalb Mitglied im AS Zwickau. Zu seiner Sportdisziplin wählte er die Leichtathletik, die er in den Sparten Kugelstoßen, Speerwurf, Diskus und Fünfkampf erfolgreich betrieb. Wegen seiner hervorragenden Leistungen wurde er nach der Wende in die deutsche Nationalmannschaft für Behindertensport berufen, in der er in seinen Sportarten zahlreiche Erfolge verbuchen konnte. So nahm er 1992 an den Paralympischen Sommerspielen teil, bei der er im Kugelstoßen und im Speerwurf je eine Bronzemedaille gewann.
Für diesen Gewinn wurde er am 23. Juni 1993 von Bundespräsident Richard von Weizsäcker mit dem Silbernen Lorbeerblatt ausgezeichnet.
Nach den Erfolgen Brauners bei den Paralympics 1992 wurde er auch bei den Weltmeisterschaften 1994 eingesetzt. Hier gewann er im Kugelstoßen in der Leistungsgruppe F 53 eine Silbermedaille mit einer Weite von 8,31 m, während er im Diskuswurf in der F 53 Leistungsgruppe eine Bronzemedaille holte.
Auch bei den Paralympischen Sommerspielen im Jahre 2000 war er wieder Mitglied der deutschen Mannschaft und gewann erneut eine Bronzemedaille im Kugelstoßen.